# Петербурзький метрополітен
Петербу́рзький метрополіте́н (рос. Петербургский метрополитен, колишній — «Ленинградский метрополитен») — система ліній метрополітену у Санкт-Петербурзі. Відкритий 15 листопада 1955 року.

## Станції метрополітену
У Петербурзькому метро налічується 73 станції, з них 64 — підземні станції глибокого закладення, які переважно розташовані лише на Лахтинсько-Правобережній та Фрунзенсько-Приморській лініях.
Кількість станцій за конструкцією:
- 15 односклепінних;
- 18 пілонних, з яких 7 станцій з укороченим центральним залом;
- 18 колонних, у тому числі 8 колонно-стінових станцій;
- 12 станцій закритого типу;
- 5 наземних критих;
- 4 колонних трьохсклепінних мілкого закладення.

У Петербурзькому метрополітені є одна назавжди закрита станція — «Дачна», яка була єдиною наземною станцією відкритого типу. Ще одна станція — «Дев'яткіно» — розташована за межами міста в селищі Муріно Ленінградської області.

## Лінії метро
Петербурзький метрополітен складається з п'яти ліній, які сполучаються сьома пересадковими вузлами, шість з яких є двостанційними і лише один — тристанційним («Спаська» — «Садова» — «Сінна площа»). Вузол Технологічний інститут-1 — Технологічний інститут-2 має кросплатформову пересадку. З іншого боку існує станція «Спортивна», яка побудована як дворівнева кросплатформова, проте до введення Кільцевої лінії в експлуатацію вона у перспективі буде вузловою.
| №       | Назва                          | Введена в дію     | Остання відкрита станція | Довжина, км | Кількість станцій | Кількість вагонів у составі | Середня відстань між станціями, км | Середня швидкість (з урахуванням зупинок), км/год | Час поїздки, хв | Середня глибина станцій, м |
| ------- | ------------------------------ | ----------------- | ------------------------ | ----------- | ----------------- | --------------------------- | ---------------------------------- | ------------------------------------------------- | --------------- | -------------------------- |
|         | Кіровсько-Виборзька лінія      | 15 листопада 1955 | 29 грудня 1978           | 29,65       | 19                | 8                           | 1,647                              | 38,68                                             | ≈ 46            | −49,95                     |
|         | Московсько-Петроградська лінія | 29 квітня 1961    | 22 грудня 2006           | 30,1        | 18                | 6                           | 1,771                              | 39,39                                             | ≈ 46            | −44,50                     |
|         | Невсько-Василеострівська лінія | 3 листопада 1967  | 26 травня 2018           | 28,8        | 12                | 6                           | 2,618                              | 42,38                                             | ≈ 40            | −50                        |
|         | Лахтинсько-Правобережна лінія  | 30 грудня 1985    | 27 грудня 2024           | 15,81       | 9                 | 7                           | 1,756                              | 42,08                                             | ≈ 19            | −62,38                     |
|         | Фрунзенсько-Приморська лінія   | 20 грудня 2008    | 3 жовтня 2019            | 26,24       | 15                | 8                           | 1,749                              | 42,96                                             | ≈ 28            | −64,58                     |
| Всього: | Всього:                        |                   |                          | 130,6       | 73                |                             | 1,877                              | 40,61                                             |                 | −52,52                     |

## Розмив
З грудня 1995 року по червень 2004 року 5 станцій Кіровсько-Виборзької лінії працювали окремо від решти системи. На перегоні між станціями «Лісова» та «Площа Мужності» стався розмив тунеля відокремивши дільницю «Площа Мужності» — «Дев'яткіно». На той час лінія працювала як дві окремих лінії, поїзди прибували на станцію «Лісова» пасажири піднімалися на поверхню пересажувалися на безкоштовний автобусний маршрут № 80 та їхали далі до станції «Площа Мужності», де знов спускалися підземлю та їхали у напрямку «Дев'яткіно». Ліквідація розмиву відтягувала дуже багато сил та коштів, що дуже уповільнило розвиток метрополітену того часу.

## Особливості

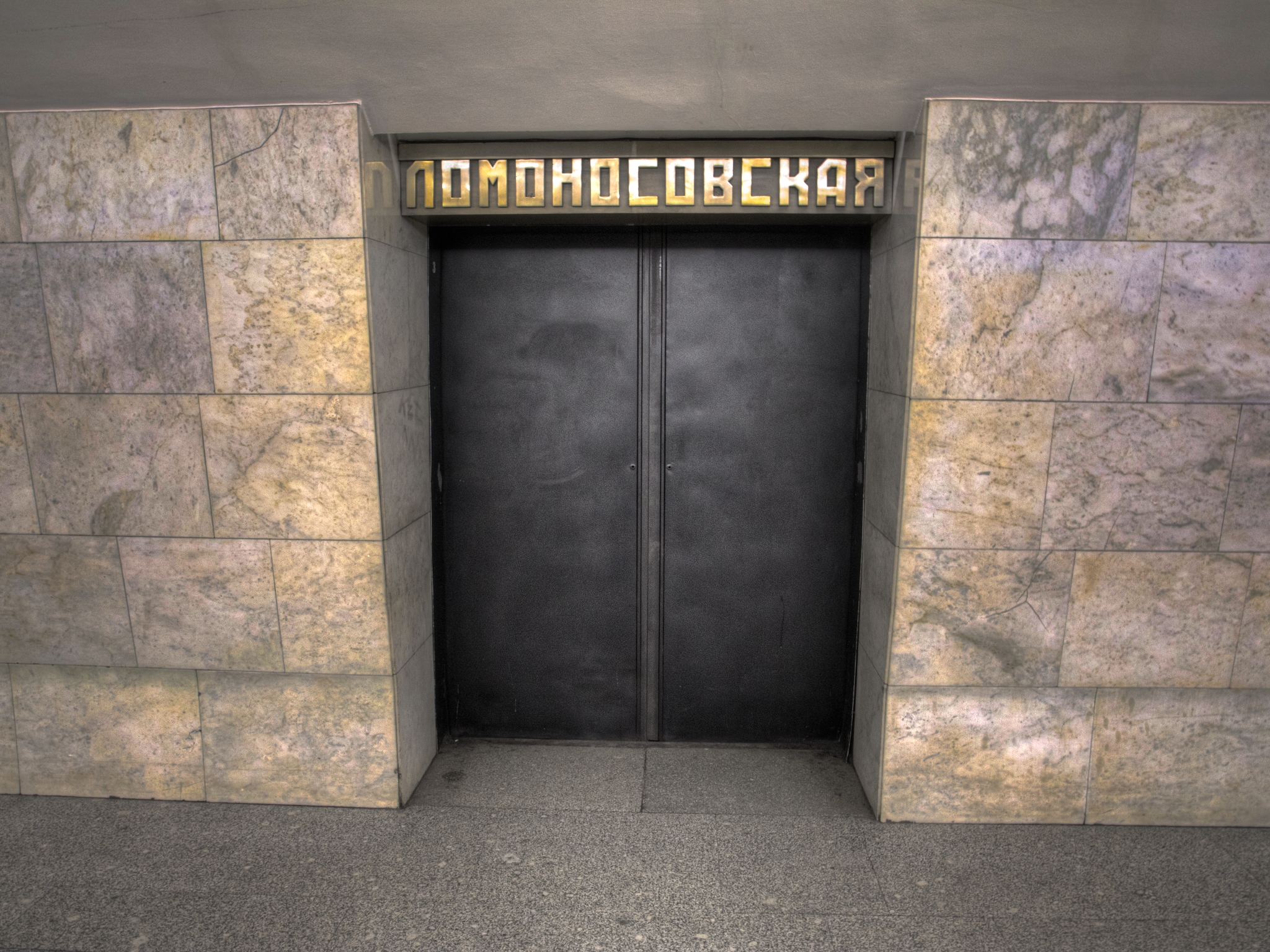
Станційні двері на станції "«Ломоносовська»

Переважна більшість станцій в місті глибокого закладення та мають лише один похилий хід, до того ж, обладнаний лише тристрічковим ескалатором. Це створює багато незручностей при користуванні у години пік, чи у випадку ремонту одного з ескалаторів, в результаті чого утворюються величезні черги аби потрапити до станції. У Петербурзькому метрополітені також існують станції закритого типу, 4 на Московсько-Петроградській лінії та 6 на Невсько-Василеострівській лінії, які побудовані під прийом лише шестивагонних поїздів. Кількість дверей на станціях робить неможливим збільшення кількості вагонів у потязі, від цього найбільш перевантажена Московсько-Петроградська лінія.

## Перспективи розвитку

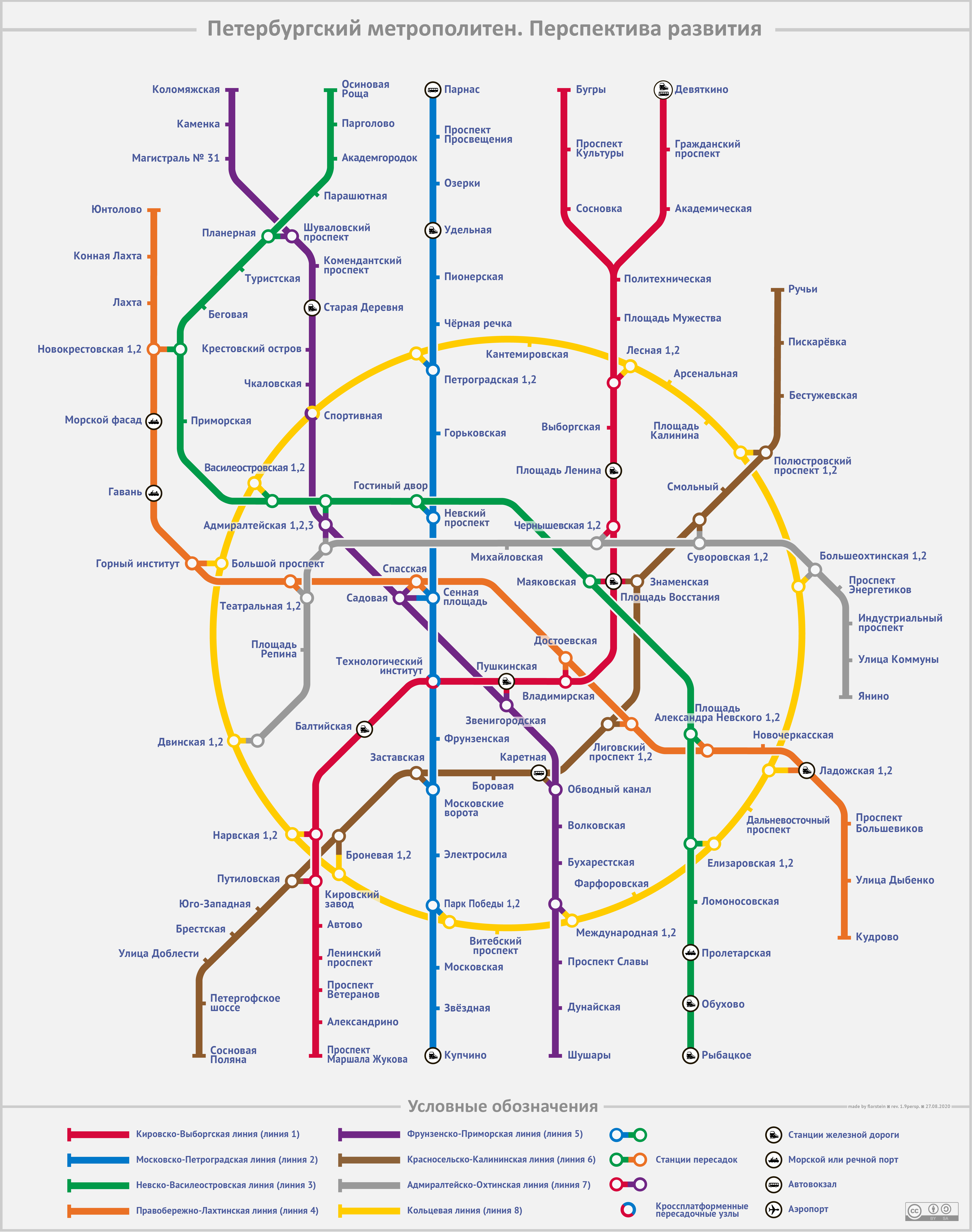
Перспективна схема розвитку Петербурзького метрополітену

Станом на січень 2025 року в місті будується три станцій:
- відкриття станції  «Театральна» Лахтинсько-Правобережної лінії передбачається у 2029 році[4];
- початкова дільниця нової  Красносельсько-Калінінської лінії буде складатися з двох станцій «Путіловська» та «Південно-Західна», відкриття передбачено у 2025 році[5].

## Вартість проїзду
Оплата проїзду здійснюється жетонами, електронними транспортними картками та безконтактними банківськими картками.
- Вартість жетону на одну поїздку — 65,00 рублів.
- На електронну транспортну картку «Подорожник» можливо записати різні типи квитків. Існують квитки на місяць (за 2900 рублів). На кількість поїздок (наприклад, 70 поїздок за 3150 рублів, або 10 поїздок за 355 рублів). Туристичні квитки на строк від 1 дня до 7 днів, з необмеженою кількістю поїздок (наприклад, єдиний квиток на всі види транспорту на 1 день коштує 180 рублів). Комбінований квіток (1 поїздка в метро + 1 поїздка на наземному транспорті за 65 рублів)[6]. Варто додати: сам електронний носій коштує 60 рублів, але ним можна користуватися багато разів поповнюючі його[7].

## Вибух-теракт 3 квітня 2017
3 квітня 2017 року, о 14:40, на перегоні між станціями «Сінна площа» та «Технологічний інститут» здійснено терористичний акт.
В результаті теракту загинуло 14 осіб (станом на 11:41 4 квітня 2017 року), 45 було госпіталізовано, загальне число потерпілих — 51 людина.

## Галерея

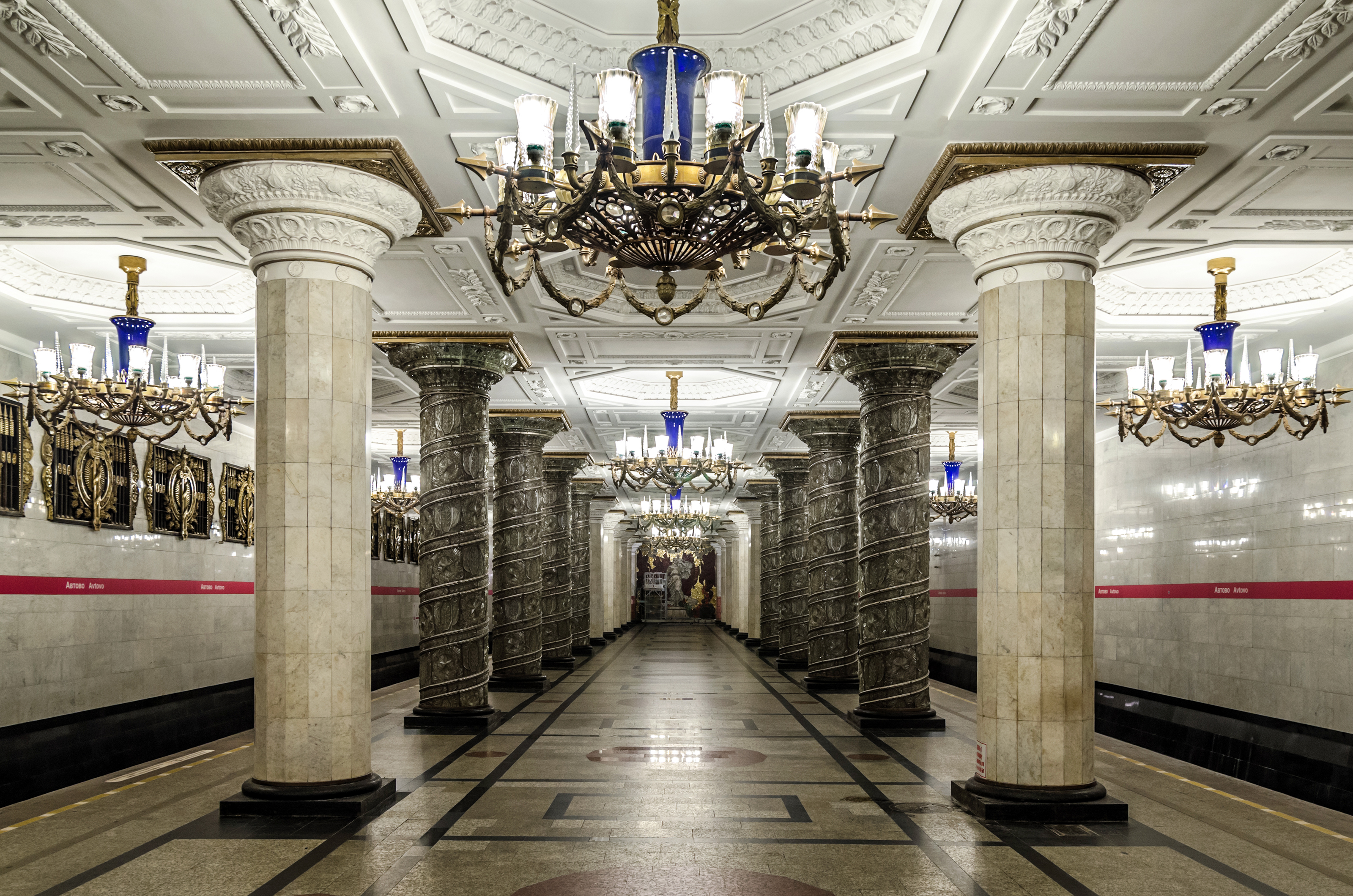
Станція «Автово»
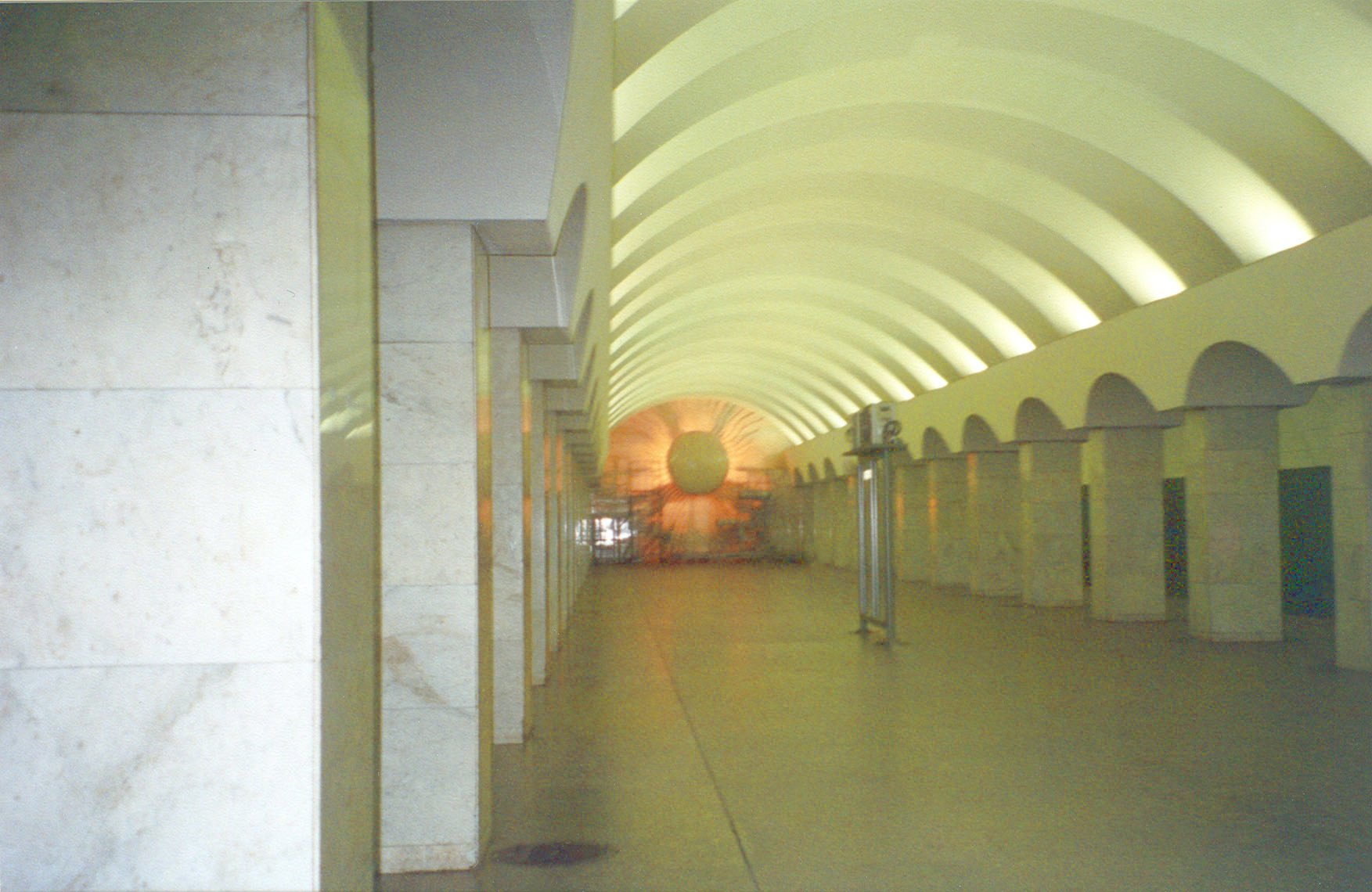
Станція «Лісова»
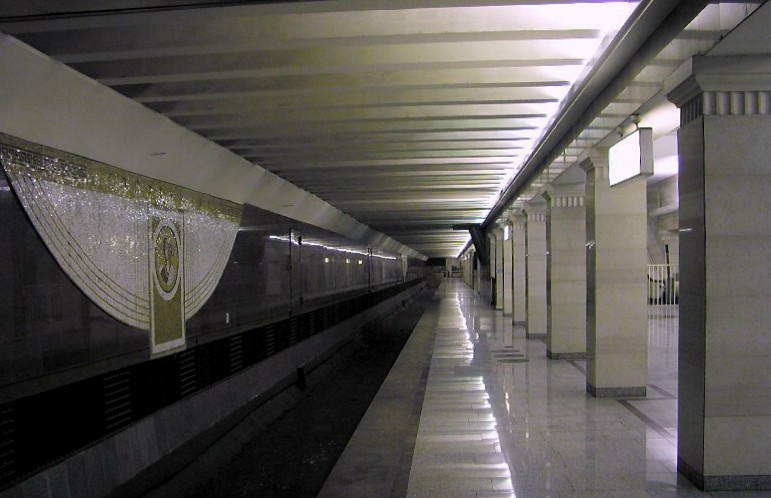
Станція «Спортивна»
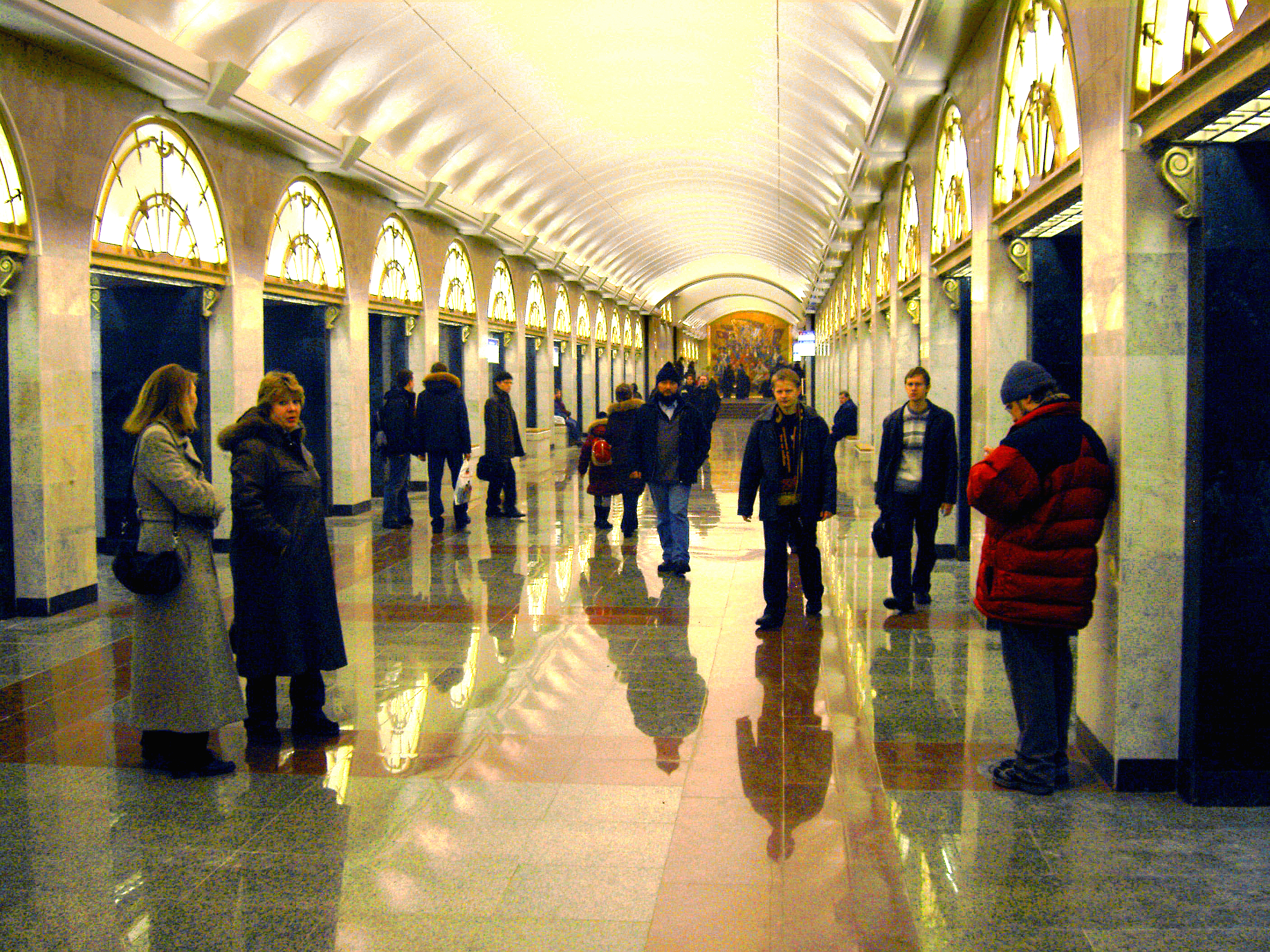
Станція «Звенигородська»

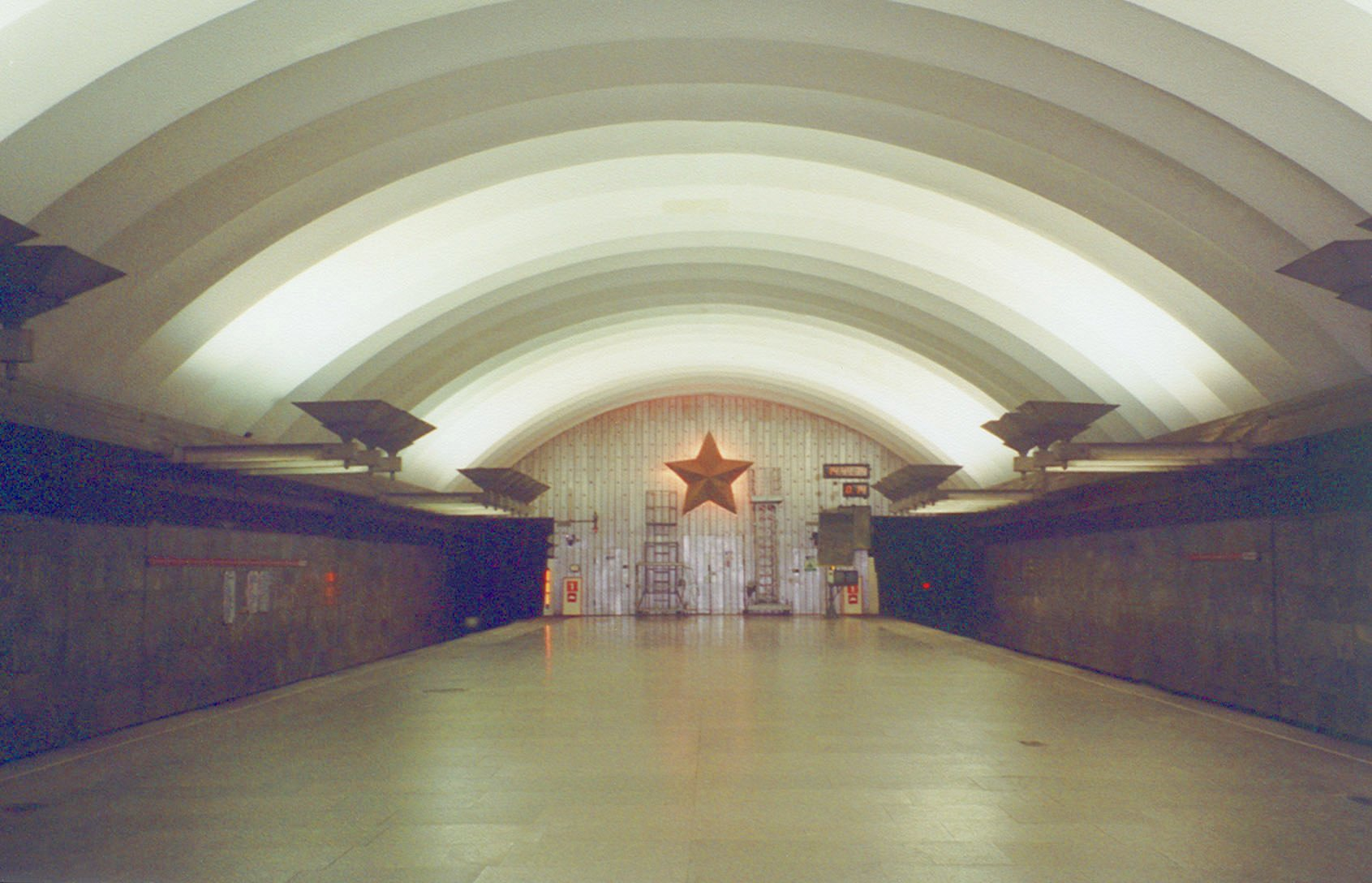
Станція «Площа Мужності»
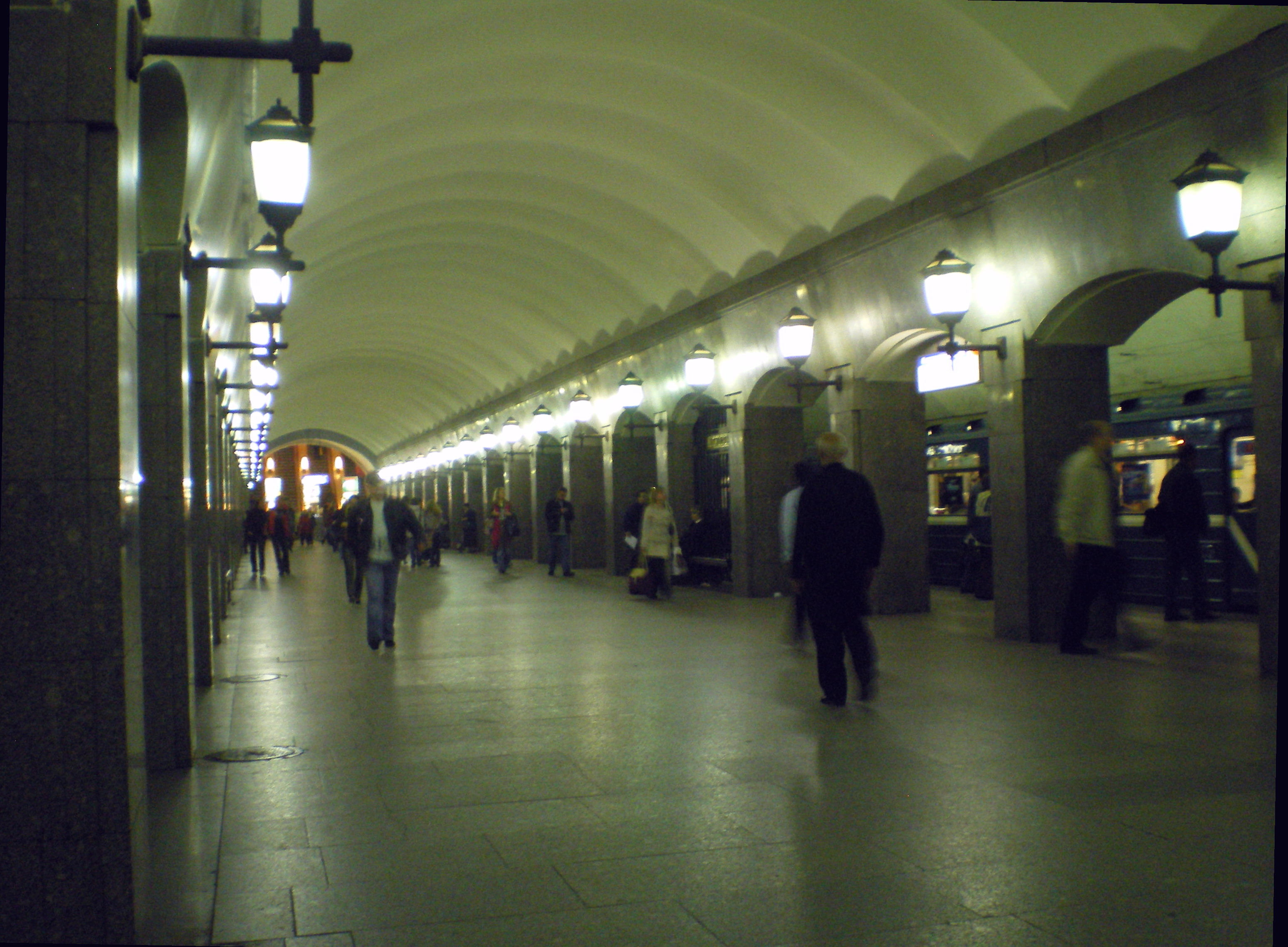
Станція «Достоєвська»
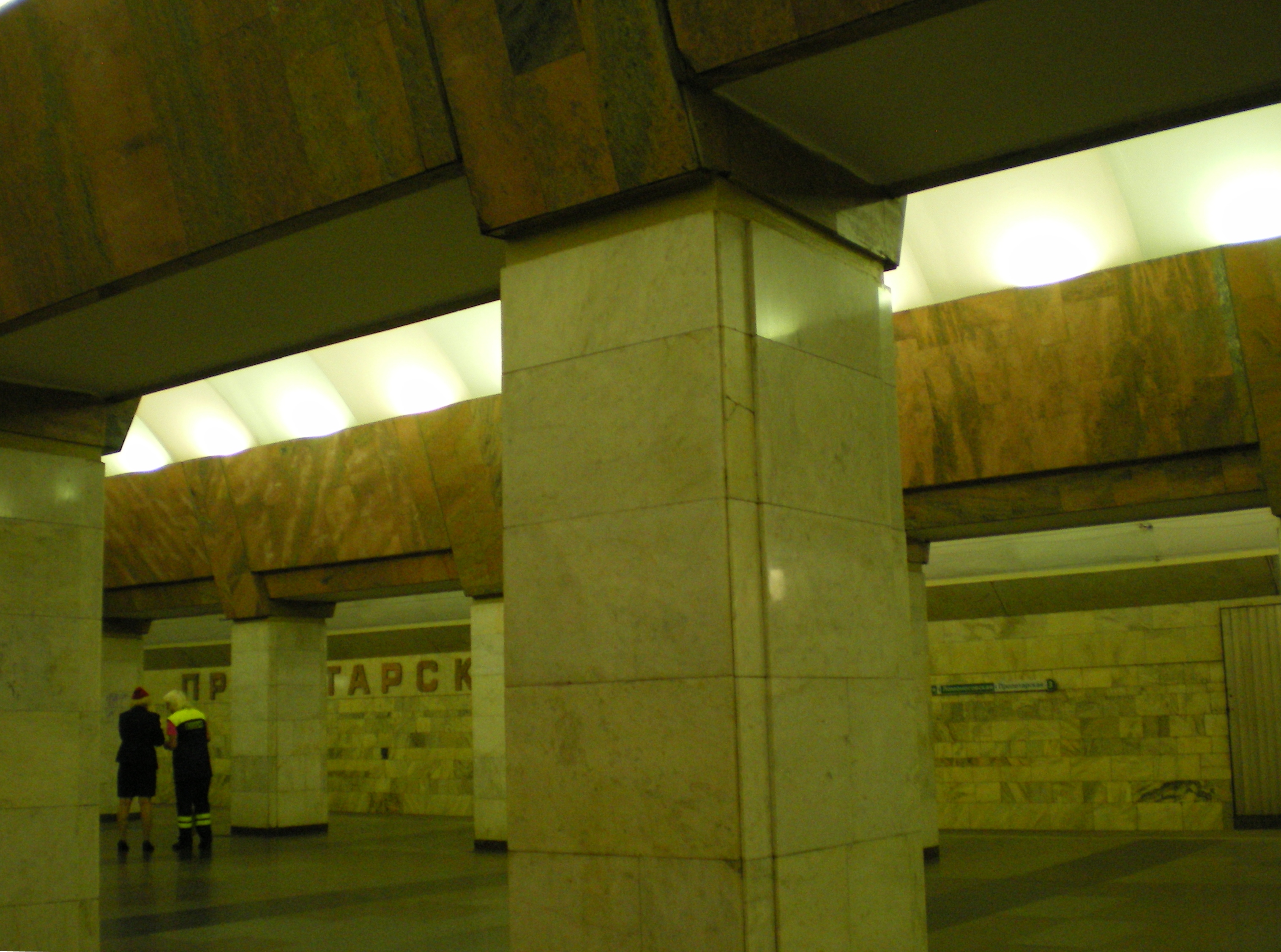
Станція «Пролетарська»
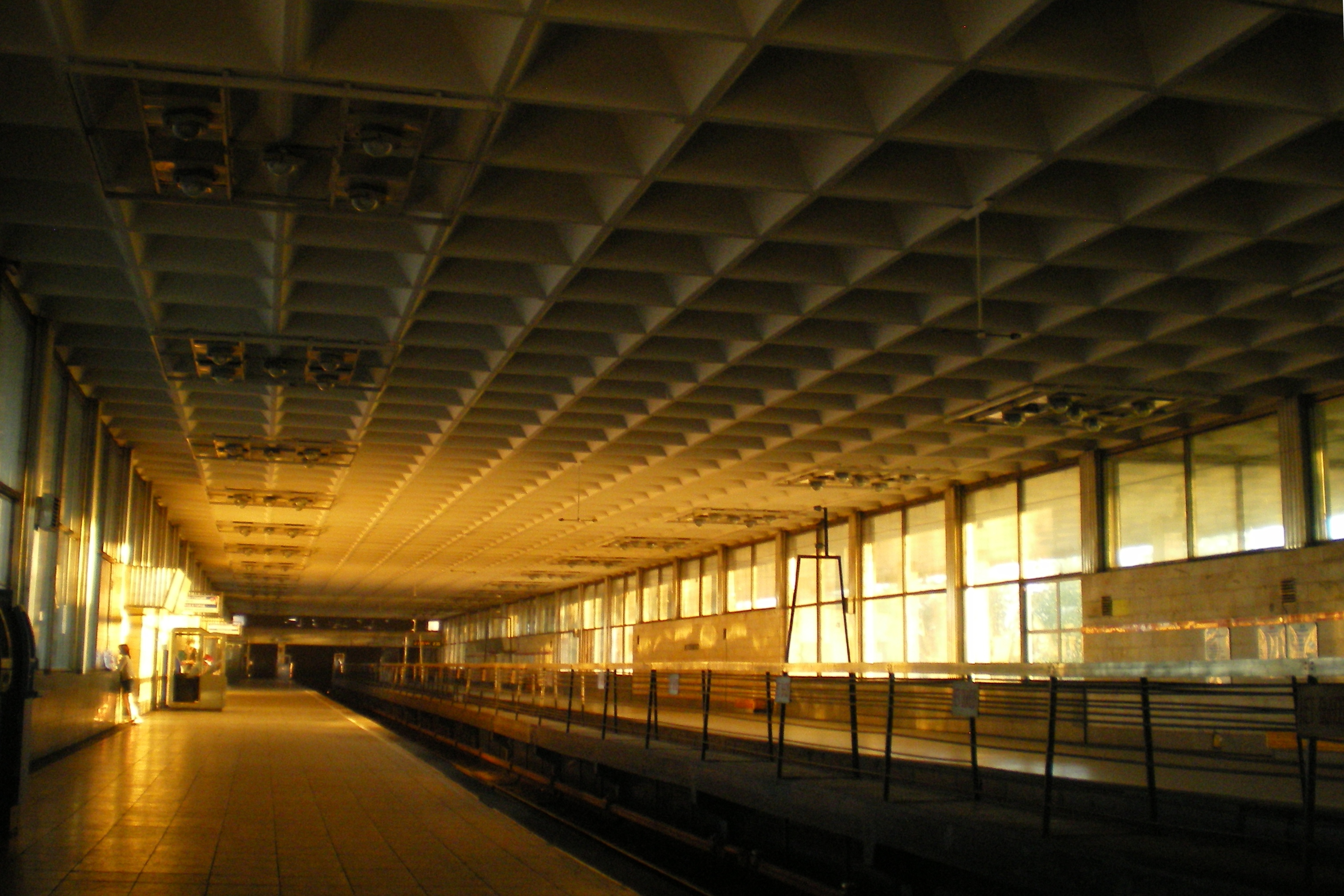
Станція «Дев'яткіно»